# Arctosa recurva
Arctosa recurva är en spindelart som beskrevs av Yu och Song 1988. Arctosa recurva ingår i släktet Arctosa och familjen vargspindlar. Inga underarter finns listade i Catalogue of Life.